# Get Ready (album de Rare Earth)
Pour les articles homonymes, voir Get Ready.
Albums de Rare Earth
Dream/Answers
(1968) Ecology
(1970)
Singles
1. Get Ready
Sortie : 18 février 1970

Get Ready est le deuxième album du groupe rock américain Rare Earth. Il est sorti le 30 septembre 1969 sur le label Motown Records Corporation et a été produit par le groupe.

## Historique
Fin 1968, « The Sunliners » (le premier nom du groupe) signe avec le label Motown Records Corporation. D'abord réticent, aucun des groupes « blancs » signés par Motown n'eut jamais aucun succès, le label s'occupant et privilégiant le marché musical pour ses artistes afro-américains, ce n'est qu'au moment où Motown décida de créer une division de son label pour les musiciens blancs que le groupe signa son contrat d'enregistrement.
Motown n'ayant pas encore choisi de nom pour sa nouvelle division, le groupe suggéra donc "Rare Earth", le nouveau nom qu'il venait d'adopter, ce qui à sa grande surprise fut accepté. Rare Earth devint alors un groupe et un label Rare Earth Records. Peu après la signature du contrat, Motown exigea du groupe l'enregistrement d'un album.
Le groupe avait l'habitude de tourner dans les petites salles et de finir leurs concerts par la reprise du hit des Temptations, « Get Ready ». Seulement après les trois minutes initiales de la chanson, le groupe se lançait dans une jam de plusieurs minutes durant laquelle chaque musicien prenait son solo ce qui amena la chanson à une longueur de plus de vingt minutes pour la plus grande joie du public. Le groupe décida donc d'enregistrer la chanson dans sa version live, ce qui prit toute la face 2 du disque.
L'album fut enregistré en 1969 dans le studio A du siège de la Motown surnommé Hitsville U.S.A. à Detroit. Un seul titre, « Magic Key » est une composition du groupe, le reste sont des reprises, « Feelin' Alright » (de Traffic), « Train to Nowhere » (de Savoy Brown) et « Tobbacco Road »  The Nashville Teens. « In Bed » est une composition de Tom Baird (un compositeur producteur qui travaillait pour Motown) et de Wes et Lynn Henderson.
Le single « Get Ready » dans sa version écourtée (2 min 46 s) sortit le 18 février 1970 et se classa à la 4e place au Billboard Hot 100 et se vendit à plus de 500,000 exemplaires aux États-Unis. Il se classa à la 1re place des charts canadiens et eut aussi un petit succès en Europe (# 22 en Allemagne, #12 aux Pays-Bas et #21 en Belgique). "In Bed" sortit en single en 1971 mais uniquement en Europe.
L'album se classa à la 12e place du Billboard 200 et à la 4e place du Top R&B albums aux USA. Il y fut certifié disque de platine en octobre 2000. En Europe l'album se classa dans le top 20 en France # 4, Allemagne # 17 et Pays-Bas #8.

## Liste des titres

### Face 1
| No | Titre            | Auteur                                   | Chant        | Durée |
| -- | ---------------- | ---------------------------------------- | ------------ | ----- |
| 1. | Magic Key        | Kenny Folcik, Gilbert Bridges            | Gil Bridges  | 3:50  |
| 2. | Tobacco Road     | John D. Loudermilk                       | Pete Rivera  | 7:10  |
| 3. | Feelin' Alright  | Dave Mason                               | Rod Richards | 5:00  |
| 4. | In Bed           | Tom Baird, Wes Henderson, Lynn Henderson | Pete Rivera  | 3:00  |
| 5. | Train to Nowhere | Chris Youlden, Kim Simmons               | John Parrish | 3:25  |

### Face 2
| No | Titre     | Auteur                    | Chant       | Durée |
| -- | --------- | ------------------------- | ----------- | ----- |
| 1. | Get Ready | William "Smokey" Robinson | Pete Rivera | 21:30 |

## Musiciens
- John Persh – Chant, basse, trombone
- Pete Rivera – chant, batterie
- Rod Richards – chœurs, guitare électrique
- Kenny James – chœurs, Orgue, piano électrique
- Gil Bridges – chœurs, saxophone, tambourin

## Charts et certification

### Album
Charts
| Pays       | Durée du classement | Meilleur classement | Date            |
| ---------- | ------------------- | ------------------- | --------------- |
| Allemagne  | 3 semaines          | 17e                 | 25 août 1970    |
| Canada     | 45 semaines         | 17e                 | 11 juillet 1970 |
| États-Unis | 78 semaines         | 12e                 | 27 juin 1970    |
| France     | 46 semaines         | 4e                  | 6 août 1970     |
| Pays-Bas   | 4 semaines          | 8e                  | 9 mai 1970      |

Certification
| Pays       | Certification | Ventes      | Date            |
| ---------- | ------------- | ----------- | --------------- |
| États-Unis | Platine       | 1 000 000 + | 30 octobre 2000 |

### Single
Charts
| Single    | Chart           | Durée du classement | Position | Date            |
| --------- | --------------- | ------------------- | -------- | --------------- |
| Get Ready | Hot 100         | 21 semaines         | 4e       | 20 juin 1970    |
| Get Ready | Single Top 100  | 4 semaines          | 22e      | 1er août 1970   |
| Get Ready | (W) Ultratop    | 12 semaines         | 12e      | 25 juillet 1970 |
| Get Ready | (V) Ultratop    | 4 semaines          | 21e      | 6 juin 1970     |
| Get Ready | RPM Top Singles | 17 semaines         | 1er      | 4 juillet 1970  |
| Get Ready | Album Top 100   | 32 semaines         | 6e       | 21 juin 1970    |
| Get Ready | Pays-Bas        | 6 semaines          | 12e      | 9 mai 1970      |

Certification
| Single    | Pays       | Certification | Ventes    | Date            |
| --------- | ---------- | ------------- | --------- | --------------- |
| Get Ready | États-Unis | Or            | 500 000 + | 30 octobre 2000 |